# Guilherme Kastrup
Guilherme Kastrup (Rio de Janeiro, 17 de março de 1969) é um instrumentista, percussionista e produtor musical brasileiro. Descendente de dinamarqueses, ele iniciou seus estudos musicais no Conservatório Villa-Lobos, no Rio de Janeiro, em 1985.
Em março de 1969, o baterista, percussionista e produtor musical Guilherme Kastrup começou a se interessar por música na adolescência com o rock de Black Sabbath, Led Zeppelin e Deep Purple. Posteriormente, o contato com o som psicodélico do Pink Floyd e o Jazz  o levou a Música Instrumental de Naná Vasconcelos e Hermeto Pascoal e a Música Popular Brasileira de Milton Nascimento e Gilberto Gil que exerceram grande influência em sua música.
Em 1985 iniciou seus estudos musicais no Conservatório Villa-Lobos, seguindo posteriormente para bacharelado em percussão na Universidade Estacio de Sá. No ano de 1993 mudou-se para São Paulo e passou a se dedicar ao estudo de percussão popular com ênfase em músicas tradicionais como jongos, congados, moçambiques e tambor de crioula. Foi envolto neste universo que o músico passou a trabalhar com ‘percuterias’ – sets híbridos que misturam linguagens e técnicas de bateria e percussão. Os estudos de percussão, nos anos 2000, despertaram o interesse por tecnologia, percussão eletrônica, processos de gravação, microfonação, acústica, programas de gravação e edição.
Kastrup montou, então, seu próprio estúdio, Toca do Tatu, e começou a atuar como produtor musical em trabalhos muito bem recebidos pela crítica e pelo público. Dentre eles, o premiado A Mulher do Fim do Mundo de Elza Soares, De Pés no Chão de Marcia Castro, Volume 1 de Andréia Dias, Amor e outras Manias Crônicas de Badi Assad, A Vontade Super Star de Bruno Morais e Zoró - Bichos Esquisitos de Zeca Baleiro (ganhador do Premio da Musica Brasileira) .
Como instrumentista, vem contribuindo por todos esses anos em shows e gravações nos trabalhos de artistas como Chico Cesar, Arnaldo Antunes, Zelia Duncan, Adriana Calcanhoto, Tom Zé, Ney Matogrosso, Vanessa da Mata, Zeca Baleiro, Kiko Dinnucci entre muitos outros.
Lançou em 2013 seu primeiro CD autoral Kastrupismo e em 2015 o álbum Sons de Sobrevivência, em parceria com Simone Sou e Benjamim Taubkin.
Kastrup tem sido reconhecido por estar no núcleo dos artistas que tem levado a vanguarda paulista, ou o conhecido "Samba sujo" para o mundo. 

## Discografia
- Ponto de Mutação (2018)
- Kastrupismo (2013)[4]
- Sons de Sobrevivência (2015)

## Discos Produzidos
- Cumplicidades - Projeto Língua Terra (2021)
- Sonho Ritual - Ju Strassacapa (2021)
- Duas águas - Ju Strassacapa (2021)
- Liwoningo - Selma Uamusse (2020)
- LXSP - PAUS(2019)
- Trilogia (ZOIUDA, CAPIM, FREEBOI) - Raissa Fayet(2019)
- Tarântula - As Bahias e a Cozinha Mineira (2019)
- Minha boca não tem nome - João Fênix (2018)
- PoNto de MutAção - Kastrup (2018)
- Deus é Mulher - Elza Soares (2018)
- Na Pele - Elza Soares e Pitty (2017)
- Uso da Palavra - Estrela Leminski e Téo Ruiz (2017)
- RAGGAVRUUMM - VRUUMM (2017)
- Animalia - INKY (2016)
- Aline Reis - (2016)
- O Bonde da Vida Passa - Zé Ed (2016)
- Maior ou Igual a Dois - Chico Sallen (2016)
- A Mulher do Fim do Mundo - Elza Soares (2015)
- Zoró - Zeca Baleiro (2015)
- Rubra Pop Show - Palhaça Rubra (2015)
- Cor Solar - Naeno Rocha (2015)
- Tremor Essencial - Celso Sim (2014)
- Lá - Bruno Batista (2014)
- Kastrupismo - Kastrup (2013)
- Natália Matos -  (2013)
- Eslavosamba - Cacá Machado (2013)
- Batuntã - (2013)
- Can we Play with Maiden? - Trezazêz (2012)
- De pés no Chão - Márcia Castro (2012)
- Um Minutiiiinho - Palavra Cantada (2012)
- Amor e Outras crônicas - Badi Assad (2012)
- Disco do Ano - Zeca Baleiro (2012)
- Eu não sei sofrer em inglês - Bruno Batista (2011)
- Caipira do Mundo - Chico Lobo (2011)
- Danilo Moraes e os criados mudos - (2011)
- A vontade superstar - Bruno Morais (2009)
- Alzira Espíndola - Chega Disso (2009)
- Banda Glória convida Cristina Buarque - (2008)
- Músicas para jogos Panamericanos - (2007)
- Andreia Dias - Vol. 1 (2007)
- Passarinho - Banda Glória (2005)
- Ilha do destino - Ortinho (2002)

## Premiações
- Latin Grammy Award for Best MPB Album com A Mulher do Fim do Mundo de Elza Soares
- Brazilian Music Awards - Pop / Rock / Reggae / Hiphop / Funk: Album com A Mulher do Fim do Mundo de Elza Soares
- Brazilian Music Awards - Melhor álbum Infantil - Zoró (Bichos Esquisitos), Vol. 1 – Zeca Baleiro

## Artistas Relacionados
Elza Soares, Bixiga 70, Metá Metá, Thiago França, Hermeto Pascoal, Vicente Barreto, Naná Vasconselos, Dj Tudo, Netão Oficial, Ju Strassacapa, Selma Uamusse, Lenna Bahule, Ortinho, Arnaldo Antunes